# Leśniczówka Kocin
Leśniczówka Kocin – osada leśna w Polsce położona w województwie śląskim, w powiecie kłobuckim, w gminie Kłobuck.